# Músculo transverso profundo del periné
El músculo transverso profundo del perineo ([TA]: musculus transversus perinei profundus) es un músculo par de la capa profunda del periné humano, presente tanto en hombres como en mujeres.

## Características
Guarda la misma inserción del transverso superficial del periné, partiendo del isquion y corre en dirección medial -en las mujeres cruza por detrás de la vagina- hasta instalarse en un rafe tendinoso con las fibras del músculo del lado opuesto. Es separado del transverso superficial por una hoja aponeurótica superior y separado del elevador del ano por una hoja aponeurótica inferior. 
Su función es asistir al esfínter de la uretra en controlar la micción y puede que tenga una acción constrictora de la vagina. Actúa también como un soporte de fijación para el núcleo del perineo. Es uno de los componentes principales del diafragma urogenital y es inervado por la rama perineal del nervio pudendo.

## Imágenes

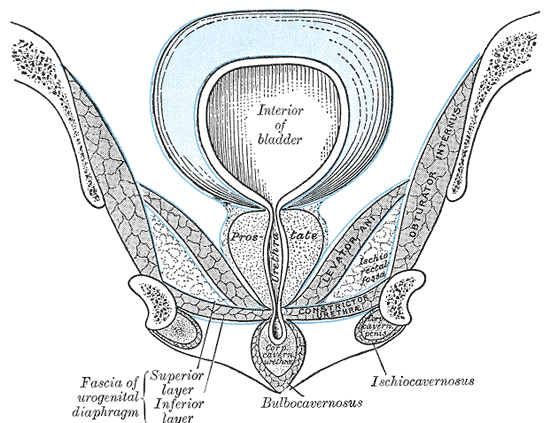
Sección anterior del pelvis, a través del arco púbico.
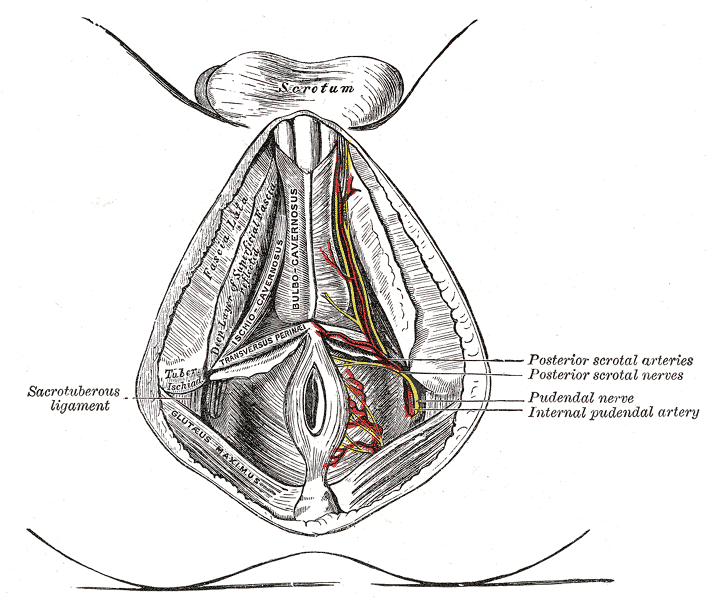
Ramas superficiales de la arteria pudenda.
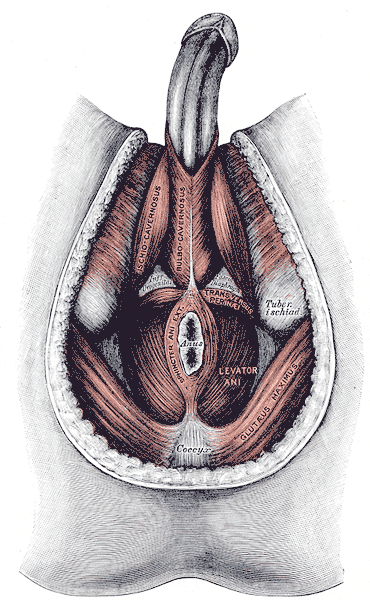
Músculos del periné masculino.
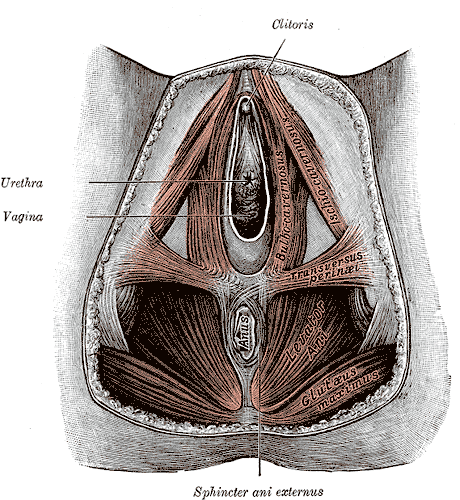
Músculos del periné femenino.